# Tauglichkeitsgrad
Der Tauglichkeitsgrad (auch Signierziffer) beschreibt das musterungsärztliche Begutachtungsergebnis der Bundeswehr in Deutschland und des Bundesheeres in Österreich, der die Verwendungsfähigkeit der Gemusterten als Soldaten festlegt.

## Deutschland
Der Tauglichkeitsgrad wurde bis zur Aussetzung der Wehrpflicht in Deutschland zum 1. Juli 2011 von den Kreiswehrersatzämtern und danach von den Karrierecentern der Bundeswehr festgestellt. Gemäß § 8a Wehrpflichtgesetz werden drei Tauglichkeitsgrade unterschieden, die die Verwendungsfähigkeit der Gemusterten festlegen.
Folgende Tauglichkeitsgrade werden unterschieden:
- wehrdienstfähig, T1 voll wehrdienstfähig, T2  verwendungsfähig mit Einschränkung für bestimmte Tätigkeiten, T3 verwendungsfähig mit Einschränkung in der Grundausbildung und für bestimmte Tätigkeiten (am 1. Oktober 2004 aufgehoben, und T5 zugeordnet)
- T4 vorübergehend nicht wehrdienstfähig,
- T5 nicht wehrdienstfähig.

Die Festsetzung des Tauglichkeitsgrades ist Bestandteil des Musterungsbescheides und somit durch Einlegung eines Widerspruches gegen den Musterungsbescheid anfechtbar.
Gesundheitsstörungen sind grundsätzlich aufgrund ihrer unterschiedlichen Ausprägung nicht kategorisierbar. In der folgenden Tabelle sind nur Beispiele zur groben Orientierung enthalten. Die Entscheidung über die genaue Zuordnung der jeweiligen Gesundheitsstörungen zu den einzelnen Tauglichkeits- und Verwendungsgraden (Signierziffer) bedarf einer eingehenden musterungsärztlichen Untersuchung unter Beachtung umfangreicher und differenzierter Tauglichkeitsrichtlinien.

### Tauglichkeits-/Verwendungsgrade

#### T1, T2, T3, T6, X (wehr-/dienstfähig)
Der Tauglichkeitsgrad „(wehr-)dienstfähig“ wird abgestuft aufgeteilt in Verwendungsgrade:
- voll verwendungsfähig (T1),
- verwendungsfähig mit Einschränkungen für bestimmte Tätigkeiten (T2),
- verwendungsfähig mit erheblichen Einschränkungen für bestimmte Tätigkeiten (T3),
- verwendungsfähig als Reservist (T6) oder
- verwendungsfähig als Reservist in Stabsverwendungen im Inland ohne körperliche Belastung (Verwendungsgrad X).

##### T1 (voll verwendungsfähig)
- keine Gesundheitsstörungen
- keine Verwendungsausschlüsse im Verwendungsausweis
- keine Fehlsichtigkeit (Grenze in der Praxis etwa ±1 dpt) – Sehschärfe ohne Korrektur auf beiden Augen jeweils 0,7
- keine feste vorliegende Zahnspange

##### T2 (verwendungsfähig mit Einschränkung für bestimmte Tätigkeiten)
- Körpergröße unter 175 cm oder über 184 cm
- leichte Gesundheitsstörungen:
  - beginnende Wirbelsäulen- und Gelenkveränderungen
  - Allergien mäßiger Ausprägung (z. B. Heuschnupfen)
  - Fehlsichtigkeit bis zu Werten von bis zu +8 dpt (sph) und/oder +/−5 (cyl). Bei Minus-sph jegliche Stärke zulässig.
  - Probleme mit den Augen, z. B. Rot/Grün-Schwäche

##### T3 (verwendungsfähig mit Einschränkung in der Grundausbildung und für bestimmte Tätigkeiten)
Dieser Verwendungsgrad entfiel mit Änderung des Wehrpflichtgesetzes zum 1. Oktober 2004. Die Krankheiten, die bis dahin zur Einstufung T3 führten, wurden in den Katalog des Grades T5 aufgenommen und führen damit zur Ausmusterung. Mit Inkraftsetzung der Neuregelung der Wehrmedizinischen Begutachtung vom 3. Juli 2018 ist der Tauglichkeitsgrad 3 für Freiwillig Wehrdienstleistende wieder zu nutzen.
Früher in T3 eingestufte Krankheiten waren beispielsweise
- Farbenblindheit
- Plattfüße
- Klumpfüße
- Wirbelsäulen- und Gelenkveränderungen
- Unverträglichkeiten gegen bestimmte Impfungen
- Körpergröße zwischen 155 cm und 159 cm oder zwischen 196 cm und 210 cm[3]

Offizieller Grund für die Abschaffung des Tauglichkeitsgrades T3 war, dass in Zukunft jeder Wehrdienstleistende für einen Einsatz im Ausland tauglich sein soll, was bei T3 nicht ausschließlich der Fall war.
Alle, die bis zum 1. Oktober 2004 mit T3 gemustert wurden, wurden in T5 eingestuft. Wer zu diesem Zeitpunkt bereits einen Dienst ableistete, hatte die Wahl, den Dienst bis zum Ende abzuleisten oder sich entlassen zu lassen. Für Reservisten wurde die Möglichkeit geschaffen, in Einzelfällen mit der Einstufung T6 weiterhin Dienst zu leisten.

#### T6 (verwendungsfähig  als Reservist)
Der Tauglichkeitsgrad T6 wurde als Lösung für Reservisten des Tauglichkeitsgrads T3 eingeführt, um diesen die Teilnahme an Dienstlichen Veranstaltungen (DVag), Wehrübungen, besonderen Auslandsverwendungen und Hilfeleistungen im Innern zu ermöglichen. Bei einer Einberufung wird die Einstufung durch die Einstellungsuntersuchung überprüft. Eine Heranziehung ist, außer im Spannungs- oder Verteidigungsfall, nach schriftlicher Einverständniserklärung möglich. Reservisten, die vor dem 1. Oktober 2004 in den ehemaligen Tauglichkeitsgrad T3 eingestuft wurden, haben jetzt den Tauglichkeitsgrad T6. Sie unterliegen weiterhin der Wehrüberwachung. Die Regelung gilt ebenfalls für ehemalige Zeit- und Berufssoldaten, die dienstpflichtig waren und nach dem 1. Oktober 2004 den Dienst beendeten.
Bei ehemaligen wehrpflichtigen Reservisten lautet die Bezeichnung des Tauglichkeitsgrades „wehrdienstfähig als Reservist“ und bei ehemaligen Zeit- und Berufssoldaten „dienstfähig als Reservist“.

#### = Verwendungsgrad X (verwendungsfähig als Reservist im Stabsdienst Inland ohne körperliche Belastung)
Diese wird für Soldaten vergeben, die eine Gesundheitsstörung der Gradation VI aufweisen, die nicht zu einem Dienstunfähigkeitsverfahren geführt hat, aber im Rahmen der Entlassungsuntersuchung mit „gesundheitlich nicht geeignet“ zu beurteilen wäre. Der Soldat ist mit eigenem Einverständnis für Stabsdienst im Inland und ohne körperliche Belastung (zu beurteilen durch den Dienststellenleiter der Einsatzstelle) geeignet.

#### T4 (vorübergehend nicht wehr-/dienstfähig)
Feststellung einer Gesundheitsstörung, die in ihrer Auswirkung auf den Wehrdienst oder in ihrem Verlauf innerhalb von vier Wochen noch nicht abschließend beurteilbar ist, wobei von einem durch Therapie oder Zeitablauf besserungsfähigen Gesundheitszustand ausgegangen werden kann.
z. B.: Kürzlich erlittener Unfall mit Knochenbrüchen, bei dem das Ergebnis nach erfolgter Ausheilung abgewartet werden muss, da beispielsweise Bewegungseinschränkungen verbleiben können oder Wirbelschäden bei nicht ausgewachsenen Männern, wenn eine Beurteilung erst nach dem Wachstumstillstand möglich sein sollte.
Auch Wehrpflichtige, die eine feste Zahnspange trugen, wurden vor der Aussetzung der Wehrpflicht als T4 gemustert, vermutlich weil der Bund die Kosten für eine kieferorthopädische Behandlung des Wehrpflichtigen hätte tragen müssen. Die Tatsache, dass eine feste, vorneliegende Zahnspange wegen Induktion den Dienst am Radar unmöglich macht, könnte nur eine Einstufung in T2 rechtfertigen.

#### T5 (nicht wehr-/dienstfähig)
Feststellung einer schweren Gesundheitsstörung. Eine Besserung des Gesundheitszustandes ist nicht zu erwarten;
z. B.:
- Stoffwechselerkrankungen (z. B. Diabetes mellitus oder Mukoviszidose, nach Schwere der Krankheit wird nicht unterschieden)
- chronische Schäden an inneren Organen (z. B. Herzklappenfehler, Nierenschäden, Colitis ulcerosa, Morbus Crohn)
- Herz-, Kreislauferkrankungen wie Bluthochdruck (Hypertonie)
- schwere Wirbelsäulenverbiegungen (z. B. starke Skoliose oder Kyphose)
- schwerste Gelenkveränderungen mit schweren Bewegungseinschränkungen oder nicht stabilisierbare Gelenke
- Krebs
- Erblindung auf einem Auge oder starke Sehbehinderung mit höheren Fehlsichtigkeiten als unter „T2“ (z. B. Keratokonus oder Keratoplastik)
- Suizidgefährdung
- Fehlen der notwendigen Körperstatur (Größe, Gewicht: Eine Körpergröße unter 155 cm oder über 210 cm führt zur Ausmusterung)[3]
- starkes Übergewicht
- Drogenkonsum (teilweise; gelegentliche Marihuanakonsumenten wurden, vor allem beim Verdacht eines absichtlichen Untauglichmachungsversuchs, regelmäßig T2 geschrieben)
- Depressionen, Psychosen (z. B. manisch-depressiv, paranoid)
- Epilepsie (ICD-10: G40,G41)
- Narkolepsie
- Querschnittlähmung
- Multiple Sklerose
- Chronische und degenerative Hirn- und Rückenmarksleiden z. B. Parkinson, Hirnschäden
- Wehrpflichtiger ist aus anderen medizinischen Gründen nicht in der Lage, in militärischer Gemeinschaft zu leben (Allergien, besonders gegen Nahrungsmittel, die eine Gemeinschaftsverpflegung unmöglich machen u. Ä.)

Die Anzahl der Gesundheitsstörungen ist nicht für die Vergabe des Tauglichkeitsgrades ausschlaggebend. Für jede Gesundheitsstörung in jeder Ausprägung ist einzeln ihre Auswirkung auf die Belastungen des Grundwehrdienstes festgelegt worden. Das heißt, bei Vorliegen mehrerer Gesundheitsstörungen mit dem gleichen Schweregrad erfolgt keine Summierung, die eine Höherstufung des Tauglichkeitsgrades bedingt. Vielmehr erfolgt die Einstufung nach der schwersten bestehenden Gesundheitsstörung.

### Abgeschaffte Tauglichkeitsgrade

#### T7 (verwendungsfähig mit starken Einschränkungen in der Grundausbildung, innendiensttauglich)
In der allgemeinen Debatte im Wehrdienst ist argumentiert worden, dass Männer, die einen Tauglichkeitsgrad von T3 nicht erreichten, aber bestimmte Tätigkeiten bei der Bundeswehr hätten leisten können, nicht herangezogen wurden.
Zum 1. Januar 1995 wurde daher der Tauglichkeitsgrad T7 (volle Bezeichnung: „verwendungsfähig für bestimmte Tätigkeiten des Grundwehrdienstes unter Freistellung von der Grundausbildung“) eingeführt, der zwischen T3 und T4 stand. Auf T7 gemusterte Männer mussten nicht die reguläre Grundausbildung ableisten. Stattdessen erhielten sie eine eingeschränkte Grundausbildung gemäß den bei der Musterung festgestellten Einschränkungen. Auch bei anerkannten Kriegsdienstverweigerern mit Tauglichkeitsgrad T7 musste überprüft werden, ob der Zivildienstleistende körperlich dazu in der Lage war, die von der Dienststelle geforderten Tätigkeiten auszuführen.
Der Tauglichkeitsgrad T7 wurde im Jahr 2000 abgeschafft.

## Österreich
Der Tauglichkeitsgrad
beschreibt das stellungsärztliche Begutachtungsergebnis des Bundesheers.
Es wird grundsätzlich unter 3 groben Tauglichkeitsgraden unterschieden, wobei es auch eine „genauere“ Unterscheidung gibt.
Folgende Tauglichkeitsgrade gibt es:
- tauglich,
- vorübergehend untauglich,
- untauglich.

Genauere Tauglichkeitsgrade:
- T2–T4 Tauglich mit Einschränkung
- T5–T7 Tauglich mit wenig Einschränkung
- T7–T9 Tauglich ohne Einschränkung

Die Tauglichkeit setzt sich aus verschiedenen Prüfungen zusammen, die im Laufe einer sogenannten Stellung durchlaufen werden müssen. Diese ist für jeden männlichen österreichischen Staatsbürger Pflicht (Wehrpflicht). Die Prüfungen beinhalten z. B. Blutabnahme, Krafttest, Psychologisches Gutachten, uvm. Um eine möglichst hohe Tauglichkeit zu erlangen, muss man die gegebenen Anforderungen des ÖBH bestmöglich absolvieren, welche jedoch je nach Stellungskaserne leicht schwanken.